# Baryogenese
In de kosmologie is baryogenese de algemene term voor hypothetische fysieke processen die een asymmetrie veroorzaken tussen baryonen en anti-baryonen in het heel vroege heelal die resulteerden in de materie die tegenwoordig deel uitmaakt van het heelal. 